# L'Ascension des Cybermen
L'Ascension des Cybermen (Ascension of the Cybermen) est le neuvième épisode de la douzième saison de la seconde série télévisée britannique Doctor Who. Il est diffusé le 23 février 2020 sur BBC One.
Il est suivi par l'épisode Les Enfants intemporels, en faisant donc le deuxième double-épisode de Chris Chibnall, le producteur-exécutif de Doctor Who depuis 2018.

## Synopsis
Dans un avenir lointain, les derniers survivants
de l'humanité se cachent des Cybermen qui les
ont chassés presque jusqu'à l'extinction. Alors
que flotte de Cybershuttles est en chemin, le
Docteur et ses compagnons doivent mettre en
place les moyens de protéger les humains.

## Distribution
Sauf indication contraire, les informations mentionnées dans cette section peuvent être confirmées par la base de données cinématographiques IMDb,  présente dans la section « Liens externes ».
- Jodie Whittaker : Treizième Docteur
- Mandip Gill : Yasmin Khan
- Tosin Cole : Ryan Sinclair
- Bradley Walsh : Graham O'Brien
- Sacha Dhawan : Le Maître
- Julie Graham : Ravio
- Ian McElhinney : Ko Sharmus
- Patrick O'Kane (en) : Ashad
- Alex Austin : Yedlarmi
- Steve Toussaint : Feekat
- Rhiannon Clements : Bescot
- Matt Carver : Ethan
- Jack Osborn : Fuskle
- Evan McCabe : Brendan
- Branwell Donaghey : Patrick
- Orla O'Rourke : Meg
- Andrew Macklin : Michael
- Coalyn Byrne : Sergent
- Nicholas Briggs (en) : voix des Cybermen
- Matthew Rohman, Simon Carew, Jen Davey, Richard Highgate, Richard Price, Mickey Lewis, Matthew Doman, Paul Bailey : Cybermen